# Бабиничи (Смоленская область)
Бабиничи — деревня в Краснинском районе Смоленской области России. Входит в состав Гусинского сельского поселения. Население — 16 жителей (2007 год). 
Расположена в западной части области в 17 км к северу от Красного, в 0,5 км севернее автодороги М1 «Беларусь», на берегу реки Смердячка. В 5 км юго-западнее деревни расположена железнодорожная станция Гусино на линии Москва — Минск. 

## История
В годы Великой Отечественной войны деревня была оккупирована гитлеровскими войсками в июле 1941 года, освобождена в сентябре 1943 года.
В деревне родился Герой Социалистического Труда Василий Логинов.